# Conura magdelenensis
Conura magdelenensis is een vliesvleugelig insect uit de familie bronswespen (Chalcididae). De wetenschappelijke naam is voor het eerst geldig gepubliceerd in 1993 door Delvare.